# 성안고등학교
성안고등학교(聲安高等學校)는 대한민국 경기도 안산시 상록구 사동에 있는 공립 고등학교이다.

## 학교 연혁
- 1999년 1월 15일 : 성안고등학교 설립 인가(36학급)
- 1999년 3월 1일 : 초대 이인섭 교장 부임
- 1999년 3월 4일 : 성안고등학교 제1회 입학식(남 305명, 여 297명 계 602명)
- 2002년 2월 8일 : 제1회 졸업식(남 310명, 여 290명 계 600명)
- 2002년 5월 10일 : 7.20 교육개선 사업(12개 교실, 7개 특별실)
- 2003년 8월 26일 : 운동부 창단(태권도부, 수영부)
- 2003년 8월 26일 : 성안관(체육관) 완공
- 2020년 4월 1일 : 학생식당 설치(별관4층)
- 2021년 1월 5일 : 제20회 졸업식(남 190명, 여 160명 계 350명) (졸업생 총 11,741명)
- 2021년 9월 1일 : 제9대 남창렬 교장 부임
- 2024년 1월 5일 : 제23회 졸업식(남 141명, 여 145명 계 286명)
- 2024년 3월 4일 : 제26회 입학식(남 154명, 여 143명 계 297명)

## 참고 자료
- 성안고등학교 - 한국교육학술정보원 학교알리미